# Liste d'églises en Éthiopie
Cette liste rassemble les églises et autres lieux de culte chrétiens situés en Éthiopie.

## Addis-Abeba
- Entoto Mariam
- Cathédrale Saint-Georges d'Addis-Abeba
- Église Saint-Michel de Yeka
- Cathédrale de la Sainte-Trinité d'Addis-Abeba

## Amhara
- Églises rupestres de Lalibela : Bete Amanuel, Bete Gebriel-Rufael, Bete Giyorgis, Bete Golgota-Selassié, Bete Abba Libanos, Bete Maryam, Bete Medhane Alem, Bete Merqorewos, Bete Meskel, Béte Mikaél, Béte Debre Sina
- Na'akuto La'ab
- Yemrehanna Krestos

## Oromia
- Adadi Mariam

## Tigré
- Debre Abbay (en) (monastère)
- Debre Damo (monastère)
- Gunda Gunde (en)
- Église Sainte-Marie-de-Sion
- Wukro Kirkos (en)

Églises du Gheralta :
- Abuna Abraham
- Daniel Korkor (ermitage)
- Maryam Korkor
- Maryam Irefeda
- Maryam Papasieti
- Abuna Yemata
- Yohannes Maequddi

Églises du Tembien :
- Gabriel Wukien
- Abba Yohanni (monastère)
- Selassie Chelokot